# Поленова, Мария Алексеевна
Мари́я Алексе́евна Поле́нова, урождённая Воейко́ва (21 июля [2 августа] 1816, Санкт-Петербург — 24 декабря 1895  [5 января 1896], Москва) — русская детская писательница, художница-портретистка; мать живописцев Василия и Елены Поленовых.

## Биография
Из дворянской семьи, старшая из трёх детей генерал-майора Алексея Васильевича Воейкова и его жены Веры Николаевны (урождённой Львовой; 1792—1873), дочери архитектора и литератора Н. А. Львова. Поленова получила домашнее образование. В начале 1840-х годов вышла замуж за дипломата, историка и библиографа Д. В. Поленова. В их доме бывали художники Ф. А. Бруни, А. А. Иванов. Поленова брала уроки живописи у петербургского художника академика К. А. Молдавского. Учила рисовать своих детей, двое из которых — Василий и Елена — стали известными художниками. Большей частью жила в Петербурге и в имении Имоченцы Олонецкой губернии, бывала за границей (Италия, Франция и др.). Состояла в многолетней переписке с Ф. В. Чижовым.
Поленова выпустила книжку для детского чтения «Лето в Царском Селе» (1852; [6-е доп. изд.] под названием «Слушать не наслушаться», 1896). Сюжет книги описывает жизнь на даче семьи, имеющей очевидное сходство с четой Поленовых и их детьми, беседы родителей с детьми заключают в себе богатый познавательный материал (о жизни птиц и животных, об устройстве парового двигателя, о рыцарских турнирах, сюжеты сказок, былин об Илье Муромце, Добрыне Никитиче и т.д.).
После смерти Поленовой обстановка её комнаты и семейные портреты были перевезены В. Д. Поленовым в имение Борок (Поленово), где была устроена комната её памяти.
Была похоронена в Петербурге на кладбище Воскресенского Новодевичьего монастыря, рядом с захоронением мужа; могила не сохранилась.